# Харисиус, Ян
Ян Виллем Петер Харисиус (нидерл. Jan Willem Peter Charisius; род. 30 сентября 1926, Леуварден, Нидерланды — 3 июля 2008, Фагернес) — нидерландский конькобежец, бронзовый призёр чемпионата Нидерландов в классическом многоборье 1951 года. Участник зимних Олимпийских игр 1952 года.

## Биография
Ян Харисиус родился в городе Леуварден, провинция Фрисландия. По мимо конькобежного спорта он занимался велоспортом и участвовал в разного рода соревнованиях. После прекращения карьеры конькобежца он стал официальным тренером национальной команды конькобежцев Нидерландов, а также руководителем сборной Нидерландов (фр. Chef d'Equipe) на зимних Олимпийских играх 1964 и 1968 года. В семидесятых годах на протяжении двух декад Харисиус работал в качестве официального судью от международного союза конькобежцев (МСУ). С 1984 по 1992 год он был избран в технический комитет МСУ. С 1982 года Харисиус был членом правления Королевской ассоциации конькобежцев Нидерландов, а с 1995 по 1999 год — вице-президентом.
В карьере Харисиуса не было медалей, полученных на соревнованиях международного уровня. Лучший свой результат он продемонстрировал во время чемпионата Европы по конькобежному спорту 1951 года, что проходил в столице Норвегии — Осло. По сумме своих выступлений Харисиус с результатом 151.933 очков занял 16-е место в итоговом положении.
Более удачно Харисиус выступал в Нидерландах. Единственную, бронзовую медаль он выиграл на чемпионате Нидерландов в классическом многоборье среди мужчин 1951 года, что проходил в городе — Зютфен. По сумме своих выступлений Харисиус с результатом 217,768 очков занял 3-е место в итоговом положении, уступив более высокие позиции конькобежцам Герарду Марсе (216,333 — 2-е место) и Кесу Брукману (208,985 — 1-е место).
На зимних Олимпийских играх 1952 года Ян Харисиус дебютировал в забеге на 500 м. 28 января 1952 года на мультиспортивном стадионе «Бислетт» он упал во время прохождения дистанции и не смог продолжить борьбу. Таким образом Харисиус не финишировал.
Последним соревнованием, в котором он принял участие был Elfstedentocht 1952 года — нерегулярный конькобежный ультрамарафон на дистанцию в 200 км, где занял третье место.